# Paniova, Timiș
Paniova (română Bănești, germană Panjowa, maghiară Panyo) este un sat în comuna Ghizela din județul Timiș, Banat, România.

## Legături externe

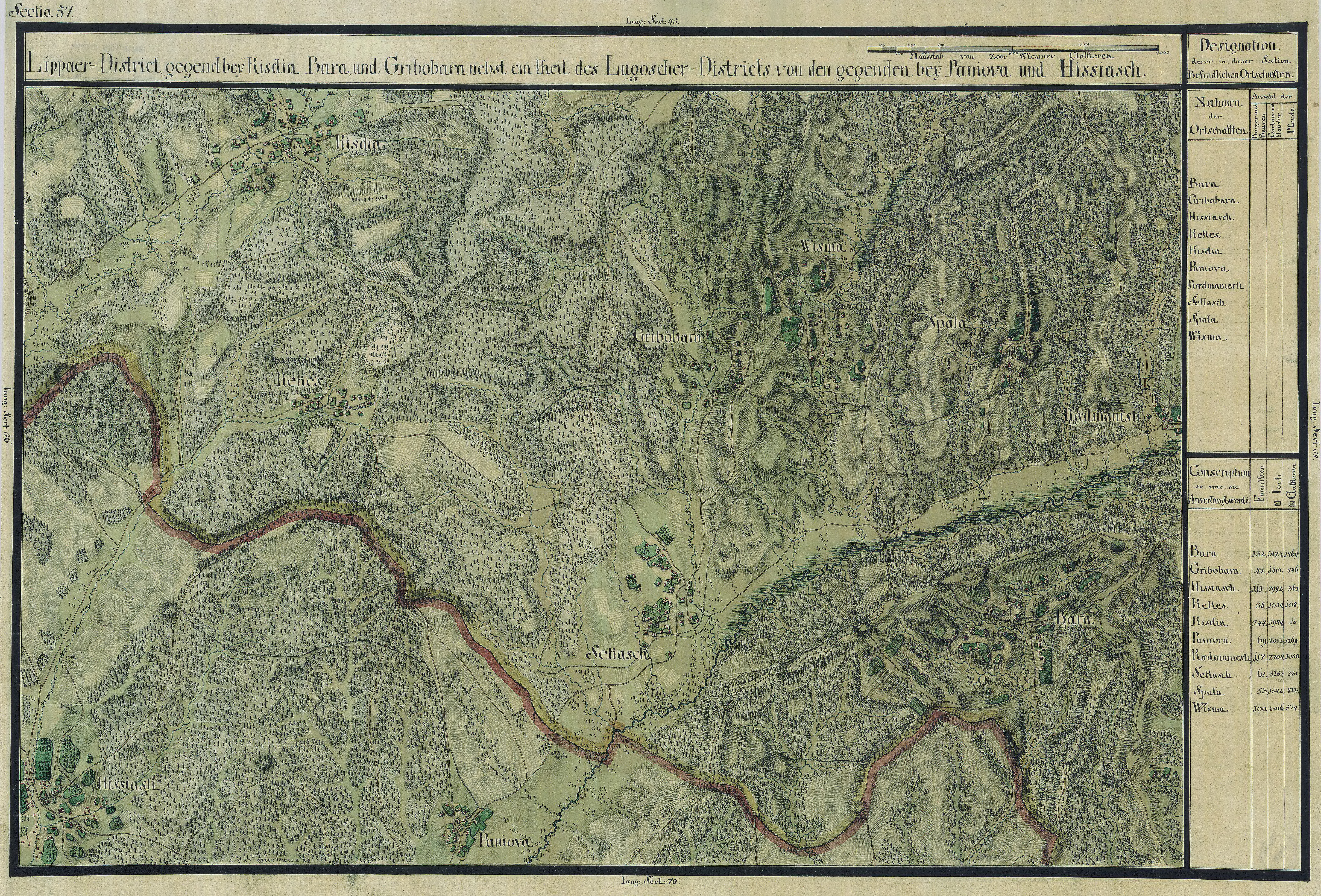
Paniova în Harta Iosefină a Banatului, 1769-72